# Playtest (Black Mirror)
"Playtest" é o segundo episódio da terceira temporada da série antológica de ficção científica britânica Black Mirror. Estrelado por Wyatt Russell e Hannah John-Kamen, o episódio foi escrito pelo criador da série, Charlie Brooker, e dirigido por Dan Trachtenberg. A estreia aconteceu na Netflix no dia 21 de outubro de 2016.

## Enredo
Cooper (Wyatt Russell) deixa sua casa para viajar pelo mundo enquanto continua ignorando os telefonemas de sua mãe, sentindo-se incapaz de conectar-se a ela depois que seu pai faleceu após desenvolver doença de Alzheimer. Em Londres, Cooper encontra-se e passa a noite com Sonja (Hannah John-Kamen), uma jornalista de tecnologia. No dia seguinte, ele descobre que seu número de cartão de crédito foi roubado, ficando sem dinheiro para uma viagem de volta. Ele volta para Sonja e mostra seu Oddjobs, um aplicativo que lista empregos; Ele vê um nas proximidades relacionado a uma companhia de videogames, SaitoGemu.
Na companhia, Cooper é guiado por Katie (Wunmi Mosaku) até uma sala branca para testar uma nova tecnologia. Apesar dela dizer-lhe para desligar o telefone por razões de segurança, ele o liga novamente quando Katie sai para enviar uma imagem dos aparatos tecnológicos para Sonja. Quando Katie retorna, ela injeta um dispositivo em miniatura na parte de trás de sua cabeça. Durante o processo de inicialização a mãe de Cooper o chama, mas Katie cancela a chamada. Cooper joga um jogo de acertar marmotas, usando a tecnologia de gráficos 3D do chip, e depois é convidado a participar de um teste beta de outra tecnologia. Katie apresenta Cooper ao proprietário da empresa, Shou (Ken Yamamura), que o apresenta a tecnologia, Shou examina seu cérebro para obter informações sobre coisas que o assustam. Então, Kate leva Cooper até uma mansão e o deixa sozinho com apenas um fone de ouvido para comunicar-se com ela. Depois de suportar alguns pequenos sustos intercalados com sua conversa nervosa com Katie, o fone de Cooper começa a apresentar mal funcionamento.
Inesperadamente, Sonja aparece na casa e tenta convencer Cooper de que o jogo é perigoso. Ele inicialmente pensa que ela é outro holograma, porém ela acaba o apunhalando com uma faca enquanto fugia de uma aranha mutante. Cooper a mata, e, depois que experimenta a dor, a faca e a ferida desaparecem, do mesmo jeito que o corpo de Sonja. Katie recomeça a falar no fone de ouvido de Cooper, dizendo-lhe que ele precisa ir para o "ponto de acesso", já que ele deseja que o teste pare. Ele faz como ordenado, mas Katie, em seguida, revela que não existe ponto de acesso. Ela então começa a fazer perguntas básicas, e ele percebe que está perdendo suas memórias. Desesperadamente, ele remove o fone de ouvido, mas ele ainda ouve a voz dela. Ele então esmaga o espelho e tenta remover o dispositivo em miniatura com um pedaço de vidro. Neste ponto, Katie e Shou aparecem, dizendo que a tecnologia atingiu seu cérebro muito profundamente e não pôde ser desligada.
Cooper acorda, de volta à sala onde Katie e Shou iniciaram a experiência; De acordo com Katie e Shou, apenas 1 segundo tinham passado desde o começo do experimento. Shou pede desculpas pelo terror que causou a Cooper, dizendo que o jogo não foi projetado para ir tão longe daquela forma. Enfim, Cooper volta para a casa da sua mãe, mas ela não o reconhece e começa a discar o número dele em seu telefone. É revelado então que Cooper morreu no quarto branco por causa de uma interferência causada pelo seu telefone após um experimento de 0.04 segundos, e que tinha dito "mamãe" enquanto morria.

## Produção

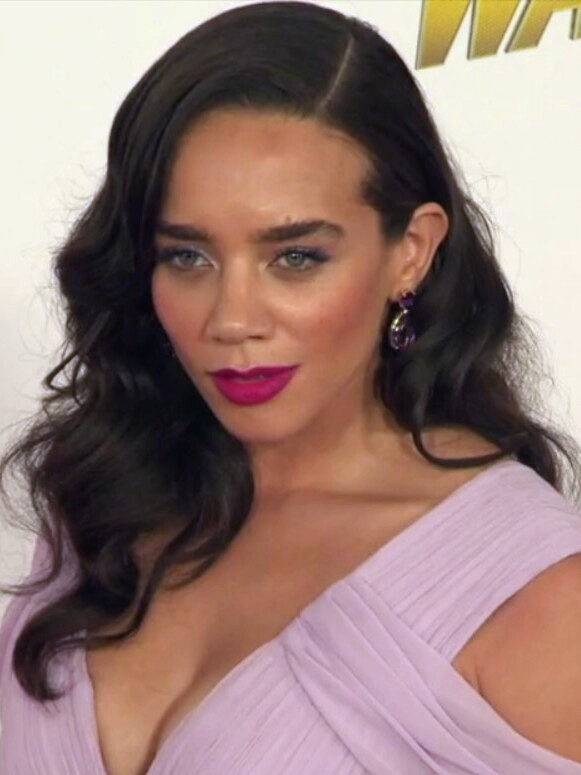
Hannah John-Kamen at Ant-Man & The Wasp premiere in 2018.

Hannah John-Kamen aparece neste episódio como Sonja, após ter aparecido brevemente em um papel não relacionado na série, no episódio "Fifteen Million Merits". Em uma entrevista em outubro de 2016, Charlie Brooker revelou que eles inicialmente pretendiam colocar a mesma canção que a personagem de John-Kamen cantou em "Fifteen Million Merits" tocando em um rádio ao fundo no episódio, mas não foi possível devido a questões de licenciamento.
O plot extra no final do episódio não estava no tratamento original, mas Brooker decidiu adicioná-lo após algumas conversas com Trachtenberg. Ele também admitiu que o plot extra foi parcialmente inspirado por Mallory Ortberg, que escreveu em um artigo: "Em seguida em Black Mirror: E os telefones, são demais?". Trachtenberg também revelou que a escalação do elenco de Wyatt Russell como Cooper levou a rudeza do personagem que foi sendo atenuado para que o público estivesse "enraizando para ele aprender uma lição". Além disso, Brooker também revelou que o episódio teve muitos easter-eggs de diversos jogos eletrônicos, includindo BioShock, Indiana Jones and the Temple of Doom e e referências a Resident Evil.

## Recepção da crítica
Adam Chitwood do Collider descreveu o episódio como um dos principais destaques da temporada em um "episódio genuinamente aterrorizante de videogame".